# Чжухай
Чжуха́й (кит. упр. 珠海, пиньинь Zhūhǎi, буквально: «Жемчужное море») — городской округ на южном берегу китайской провинции Гуандун, на западной стороне эстуария Жемчужной реки. 

## География
Городской округ граничит с особым административным районом Макао, который географически занимает небольшой полуостров, примыкающий к центру Чжухая, и остров Тайпа/Колоан дальше к югу.

### Острова
В состав Чжухая административно входит значительное число островов, многие из которых живописны и обладают интересной историей. Некоторые из них расположены близ берегов, и иной раз даже соединены с большой землей мостами, как например остров Ели (кит. упр. 野狸, пиньинь Yeli, буквально: «Дикая лиса»), где сейчас находится популярный лесопарк.
Другие острова — в открытом море, в том числе архипелаг Ваньшань (кит. упр. 万山, пиньинь Wanshan), расположенный к югу от Гонконга. Название архипелага буквально означает «Десять тысяч гор». По современным подсчётам, однако, он включает лишь 104 острова. Эти острова знамениты тем, что во время Гражданской Войны они были последним кусочком Гуандуна в руках гоминьдановского правительства.
После провозглашения КНР и освобождения всего континентального Китая Китайской Красной Армией в 1949 г., и даже после успешного занятия Хайнаня коммунистами весной 1950 г, острова архипелага Ваньшань всё ещё были заняты силами Гоминьдана, которые надеялись вести оттуда морскую блокаду устья Жемчужной реки. Китайские краснофлотцы смогли занять все острова архипелага лишь в течение трехмесячной кампании (en) (8 мая — 7 августа) летом 1950 г.
Ещё один интересный остров в составе Чжухая — остров Нэй Линдин (en) в эстуарии Жемчужной реки, который географически расположен ближе к Гонконгу и Шэньчжэню. Известный европейцам в прошлом как Линтин. этот остров, как предполагается, был в мае 1513 г. местом первой высадки европейских мореплавателей (португалец Жоржи Альвареш, сподвижник Афонсу д’Албукерки) на китайской земле. В первой половине XIX в, до начала Первой Опиумной войны, остров был базой нелегальной торговли наркотиками, где английские купцы продавали его китайским контрабандистам для дальнейшей перевозки на материк.

А сейчас на острове находится заповедник, где живут триста макак, панголины и питоны.

## История
После того, как в 214 году до н. э. эти земли вошли в состав империи Цинь, они стали частью уезда Паньюй. Во времена империи Хань в 201 году до н. э. из уезда Паньюй был выделен уезд Цзэнчэн. Во времена империи Цзинь в 331 году из уезда Цзэнчэн был выделен уезд Баоань (宝安县). Во времена империи Тан уезд Баоань был в 757 году переименован в Дунгуань. Во времена империи Сун в 1152 году из уезда Дунгуань был выделен уезд Сяншань (香山县).
15 апреля 1925 года уезд Сяншань был переименован в Чжуншань.
Войсками коммунистов эти места были заняты лишь на завершающем этапе гражданской войны, 30 октября 1949 года. После вхождения этих мест в состав КНР был создан Специальный район Чжуцзян (珠江专区), и уезд Чжуншань вошёл в его состав. В 1952 году Специальный район Чжуцзян был расформирован, и уезд Чжуншань перешёл в состав Административного района Юэчжун (粤中行政区), при этом на стыке уездов Баоань, Дунгуань и Чжуншань 31 декабря 1952 года был создан уезд Юйминь (渔民县).
7 апреля 1953 года уезд Юйминь был переименован в Чжухай (珠海县). В 1955 году Административный район Юэчжун был упразднён, и уезд Чжухай перешёл в состав Специального района Фошань (佛山专区). 22 марта 1959 года уезд Чжухай был вновь присоединён к уезду Чжуншань, но уже 17 апреля 1961 года уезд Чжухай был воссоздан.
В 1965 году на стыке уездов Синьхуэй и Чжуншань был создан уезд Доумэнь.
В 1970 году Специальный район Фошань был переименован в Округ Фошань (佛山地区).
5 марта 1979 года уезд Чжухай был преобразован в городской уезд, а в ноябре того же года он был выведен из состава округа Фошань и подчинён напрямую властям провинции Гуандун.
1 июня 1983 года округ Фошань был расформирован, и уезд Доумэнь перешёл под юрисдикцию властей Чжухая.
В августе 1984 года на территории бывшего городского уезда Чжухай был создан район Сянчжоу.
Постановлением Госсовета КНР от 4 апреля 2001 года был расформирован уезд Доумэнь, а на бывшей его территории были созданы районы Доумэнь и Цзиньвань.

## Административно-территориальное деление
Городской округ Чжухай делится на 3 района:
| Карта                     | Карта     | Карта     | Карта        | Карта            | Карта         |
| ------------------------- | --------- | --------- | ------------ | ---------------- | ------------- |
| Сянчжоу Доумэнь Цзиньвань |           |           |              |                  |               |
| Статус                    | Название  | Иероглифы | Пиньинь      | Население (2020) | Площадь (км²) |
| Район                     | Сянчжоу   | 香洲区    | Xiāngzhōu qū |                  |               |
| Район                     | Доумэнь   | 斗门区    | Dǒumén qū    |                  |               |
| Район                     | Цзиньвань | 金湾区    | Jīnwān qū    |                  |               |

## Экономика

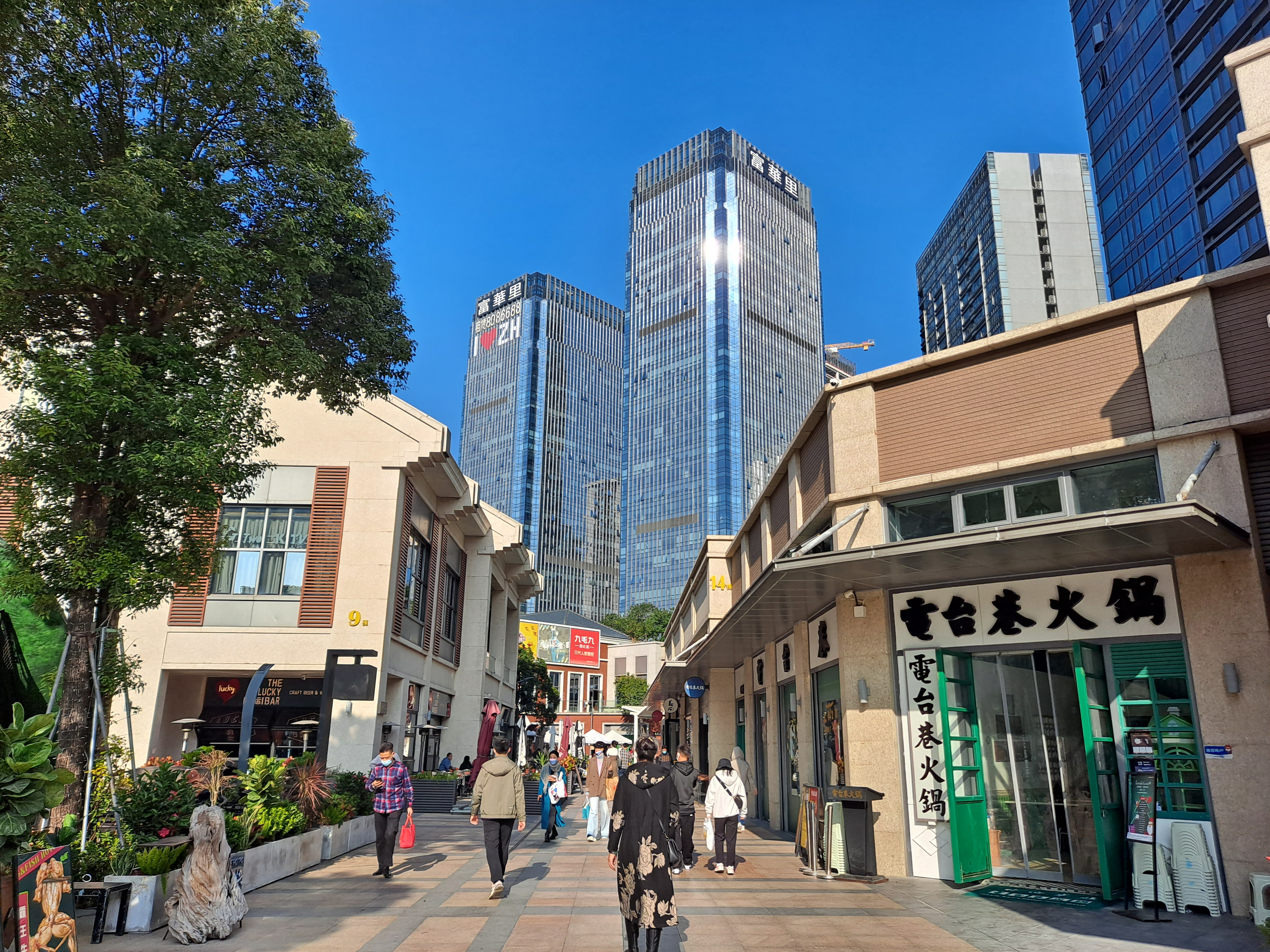
Торговый район Фухуали

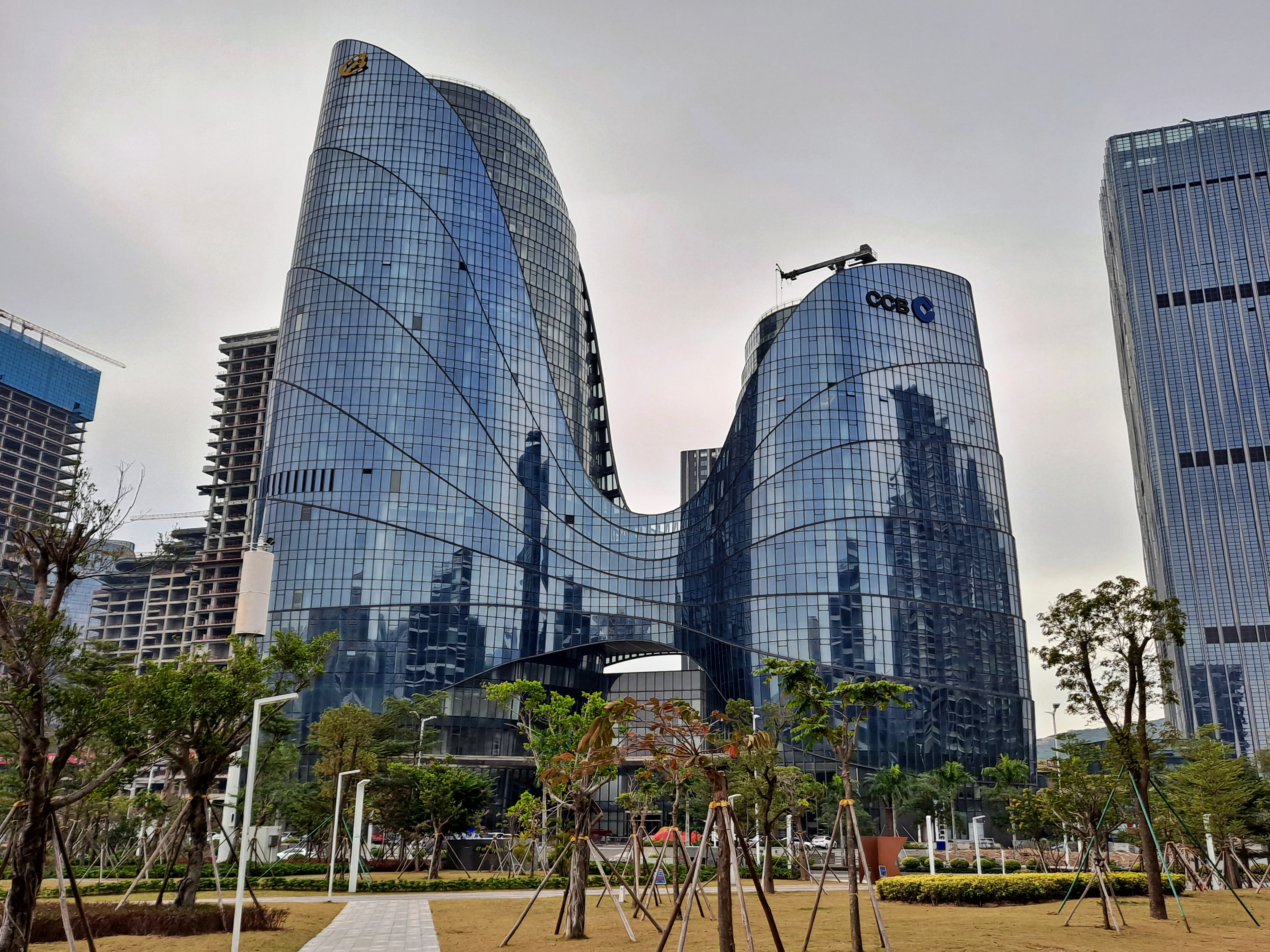
Чжухайский офис China Construction Bank

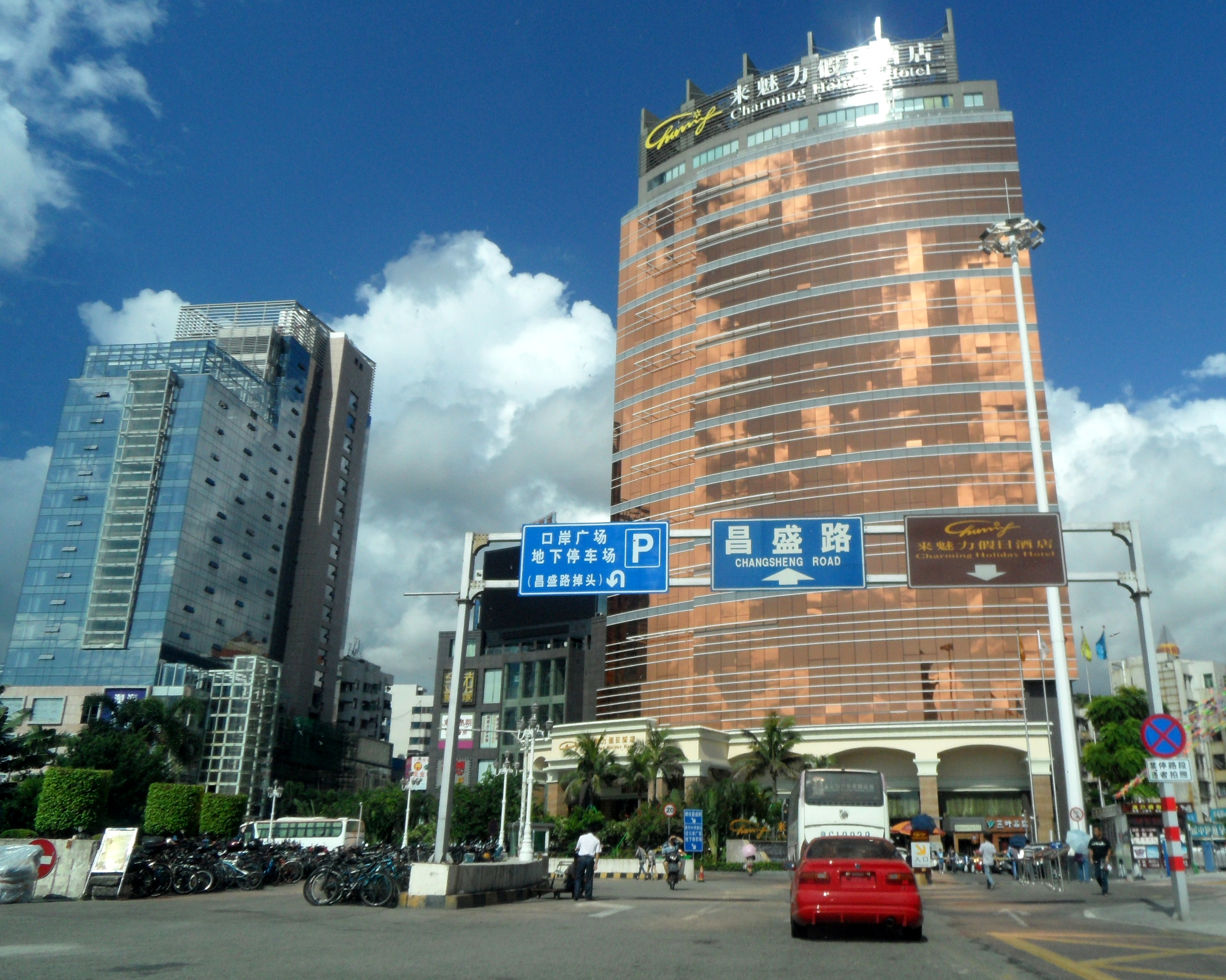
Отель Charming Holiday

В Чжухае развиты электронная, электротехническая, авиационная, автомобильная, судостроительная, фармацевтическая, химическая и часовая промышленность, производство медицинского оборудования, строительных материалов, продуктов питания и напитков, деловой и развлекательный туризм, гостиничное дело, розничная торговля, финансовые услуги, транспорт и логистика. 
Важную роль в энергосистеме округа играют газовая ТЭС «Чжухай» (CNOOC Zhuhai Power Station) компании China National Offshore Oil Corporation, газовая ТЭС «Юхай» (Yuhai Power Station), газовая ТЭС «Хэнцинь» (Hengqin Power Station) и угольная ТЭС «Чжухай» (Zhuhai Power Station). 

С 1996 года по чётным годам на территории аэропорта г. Чжухай и в выставочном комплексе China International Aviation & Aerospace Exhibition Center проходит крупнейший в Китае Чжухайский авиасалон («Airshow China»), на котором представляют новейшие образцы авиационной и ракетно-космической техники, а также вооружений. Кроме того, в Чжухае проводится ярмарка расходных материалов для оргтехники RemaxAsia Expo.

### Промышленность

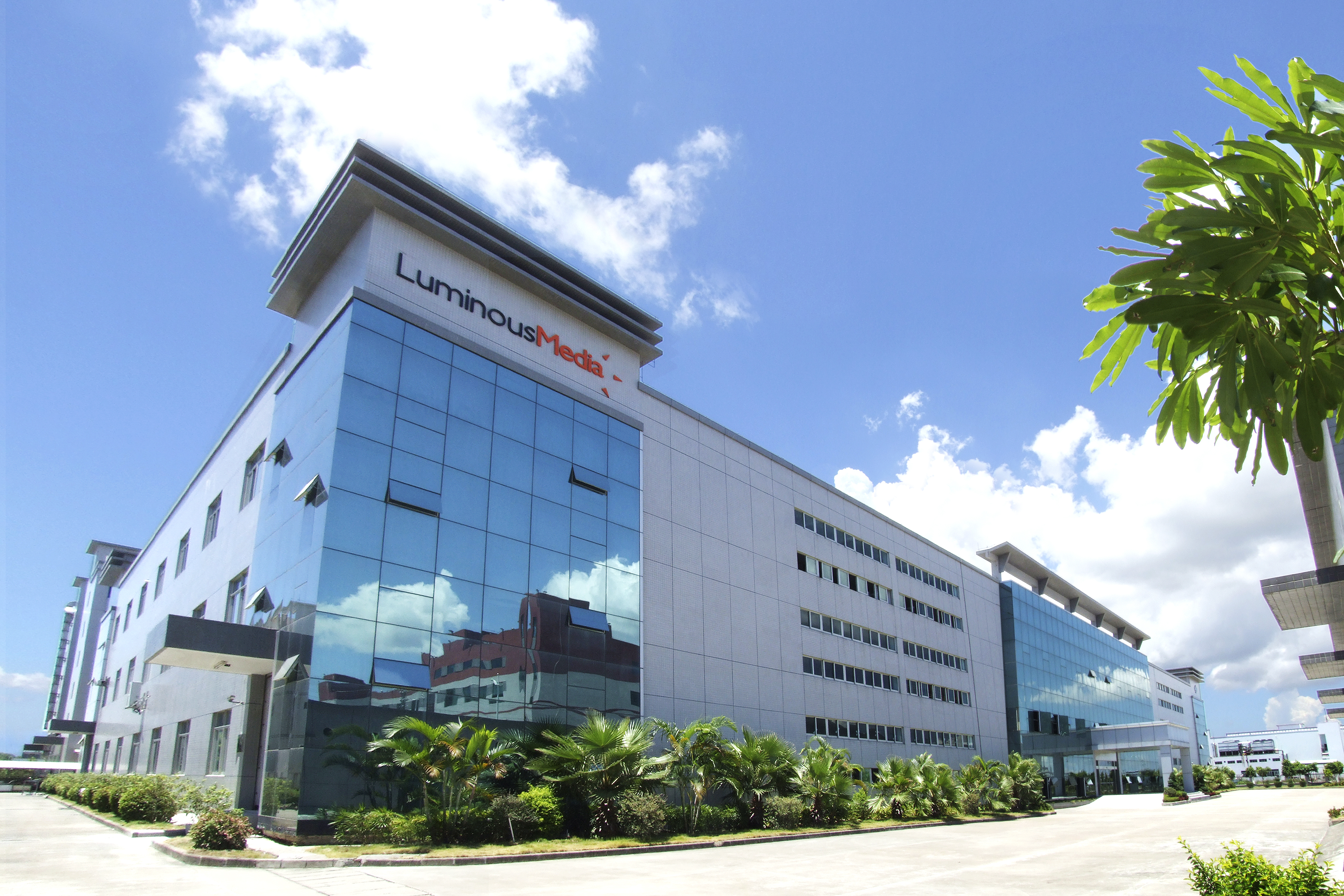
Фабрика Luminous Media

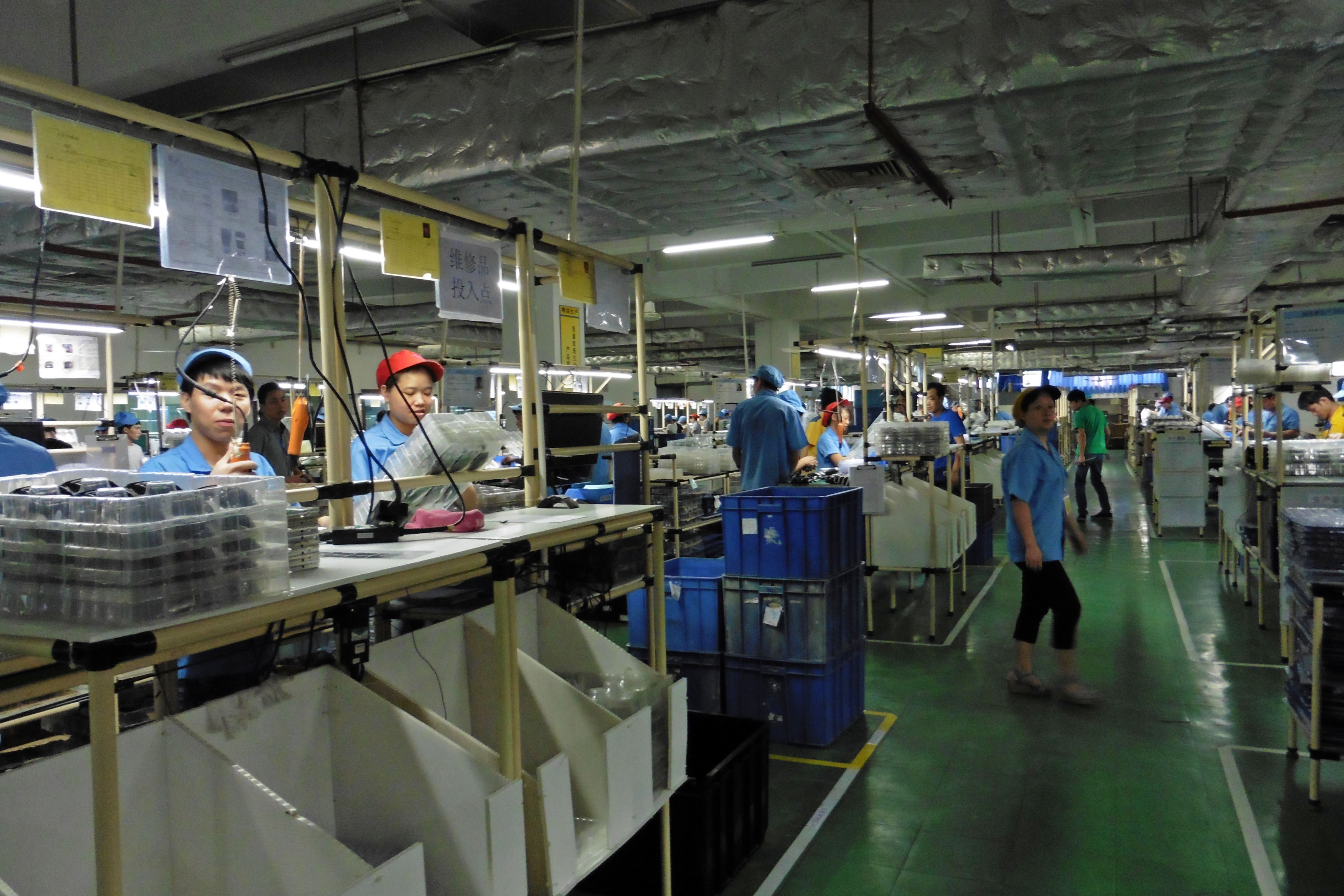
Фабрика G.Tech Technology

Среди крупнейших производителей Чжухая выделяются Gree Electric Appliances, Meizu Technology и Elec-Tech International (бытовая электротехника и электроника), Ninestar Corporation и Seine Printing Technology (принтеры), Eastcompeace Technology (смарт-карты), Actions Technology и Allwinner Technology (интегральные схемы), Unitech Power Technology (электротехническое и энергетическое оборудование), Hokai Medical Instruments и Jafron Biomedical (медицинское оборудование), China Aviation Industry General Aircraft (гражданская и специальная авиатехника), Yinlong Energy (аккумуляторы, электромобили и электрические автобусы), Enpower Electric System (автомобильные комплектующие), CNOOC Deepwater Ocean Engineering Equipment (нефтегазовые платформы и суда обслуживания), Sany Marine Heavy Industry (портовое и складское оборудование, строительная техника), CRRC Group (трамваи, вагоны метро и электричек), Livzon Pharmaceutical Group, United Laboratories International, Sailong Pharmaceutical, VTR Bio-Tech и UCB (лекарства и вакцины), By-Health (витамины и добавки), Advanced Fiber Resources (оптические волокна), Oplink Communications (сетевое оборудование), Singyes New Materials (плёнка и стекло), Wanhua Chemical Group (пластмассы), Sunbird Yacht (яхты и катера), Yunzhou Intelligence Technology (беспилотные катера), Citychamp Watch & Jewellery Group / Rossini Watch (часы).

### Сфера услуг
В Чжухае базируются компании YGSOFT, Kingsoft Corporation, Toone Technology и Eranet International (программное обеспечение и информационные услуги), SGSG Science & Technology (финансовые услуги).

### Компании
По состоянию на 2022 год крупнейшими компаниями Чжухая по величине выручки были: 
- Gree Electric Appliances (190,1 млрд юаней) — бытовая электротехника[43].
- Huafa Properties (56,6 млрд юаней) — недвижимость[44].
- Ninestar Corporation (25,7 млрд юаней) — принтеры и полупроводниковая продукция[45].
- Livzon Pharmaceutical Group (12,6 млрд юаней) — фармацевтика[46].
- CosMX Battery (10,3 млрд юаней) — аккумуляторы[47].
- Zhuhai Port Co. (5,2 млрд юаней) — портовая логистика[48].

### Зонирование
- Zhuhai National Hi-Tech Industrial Development Zone
  - Zhuhai National Hi-Tech Software Park
  - Kingsoft Software Park
  - Technology Innovation Coast
- Zhuhai Free Trade Zone
- Nanping Science and Technology Industry Park
- Sanzao Science and Technology Industrial Park
- Toone Science & Technology Park
- Yuanguang Software Park

## Транспорт

### Автомобильный
На границе между Чжухаем и Макао расположен оживлённый пограничный переход Гунбэй, а возле него (на чжухайской стороне) — одноименная автостанция, откуда пригородные и междугородные автобусы отбывают в Гуанчжоу и другие города Гуандуна; с южной стороны переход обслуживается городскими автобусами Макао.
Важное значение имеет мост Гонконг — Чжухай — Макао, по которому в Гонконг поставляются морепродукты, овощи и другие продукты питания.

### Морской
Портовыми причалами управляет государственная Zhuhai Port Holdings Group. В городе расположен крупный терминал по приёму СПГ (совместное предприятие компаний China National Offshore Oil Corporation, Guangzhou Gas и Guangdong Energy). Из гавани Цзючжоу ходят паромы в Гонконг и Шэньчжэнь.

### Авиационный
Аэропорт Ляньчжоу принимает беспилотные грузовые рейсы с острова Хайнань.

### Железнодорожный
С января 2010 года в Чжухае действует скоростная железная дорога, связывающая город с Гуанчжоу.

## Культура
Главная туристская достопримечательность и символ города — скульптура «Рыбачка», расположенная на прибрежных камнях у берегов города и изображающая девушку, держащую жемчужину. Другой широко известный туристический объект — сады «Юаньмин синь юань» («Новые сады совершенной ясности») — современный уменьшенный вариант садов Юаньминъюань в Пекине, разрушенных англо-французскими интервентами.
Из архитектурных достопримечательностей следует также отметить построенную в 2017 году в стиле модернизма Чжухайскую башню — сверхвысокий небоскрёб (на начало 2020 года — самое высокое здание города, 47-е по высоте здание Китая, 56-е — Азии и 92-е — мира).

## Города-побратимы
- Суррей, Канада
- Редвуд, США
- Купанг, Индонезия
- Атами, Япония
- Жуковский, Россия